# Agrisius fuliginosus
Agrisius fuliginosus är en fjärilsart som beskrevs av Moore 1872. Agrisius fuliginosus ingår i släktet Agrisius och familjen björnspinnare. Inga underarter finns listade i Catalogue of Life.